# Rüdiger vom Hagen
Adelbert Wilhelm Hilmar Rüdiger Graf vom Hagen (* 15. März 1868 in Möckern; † 12. März 1947 in Testorf) Majoratsherr und Erbschenk im Herzogtum Magdeburg, war ein deutscher Großgrundbesitzer und Hofbeamter.

## Leben
Rüdiger vom Hagen war Sohn des Majoratsherrn Graf Hilmar vom Hagen aus dem Hause der Grafen vom Hagen und der Martha geb. von der Schulenburg. Nach dem Besuch der Klosterschule Ilfeld studierte er an der Rheinischen Friedrich-Wilhelms-Universität Bonn bzw. der Landwirtschaftlichen Hochschule Bonn-Poppelsdorf, der Friedrichs-Universität Halle, der Friedrich-Wilhelms-Universität Berlin und der Ludwig-Maximilians-Universität München Landwirtschaft, Forstwirtschaft und Rechtswissenschaften. 1890 wurde er Mitglied des Corps Borussia Bonn. Graf vom Hagen wurde Fideikommissherr auf Möckern. Er war Erbschenk im Herzogtum Magdeburg.
In erster Ehe war er mit Erika von Itzenplitz (1872–1906) verheiratet. Sie hatten die beiden Söhne Adelbert (* 1900–1961) als Erbe auf dem Herrschaft Möckern und Jost (* 1902–1995), der 1937 die spätere MdB Marlies von Rochow-Gollwitz heiratete. Aus seiner zweiten Ehe mit Marianne Freiin von Finck (1882–1971) entstammten ebenfalls zwei Söhne, Hilmar (* 1912) und Hubertus (1914–1941), die beide als Offiziere im Zweiten Weltkrieg starben.
1945 enteignet lebte Rüdiger Graf vom Hagen danach in Testorf in Holstein, seine Witwe in Bad Kissingen.